# Sørenga

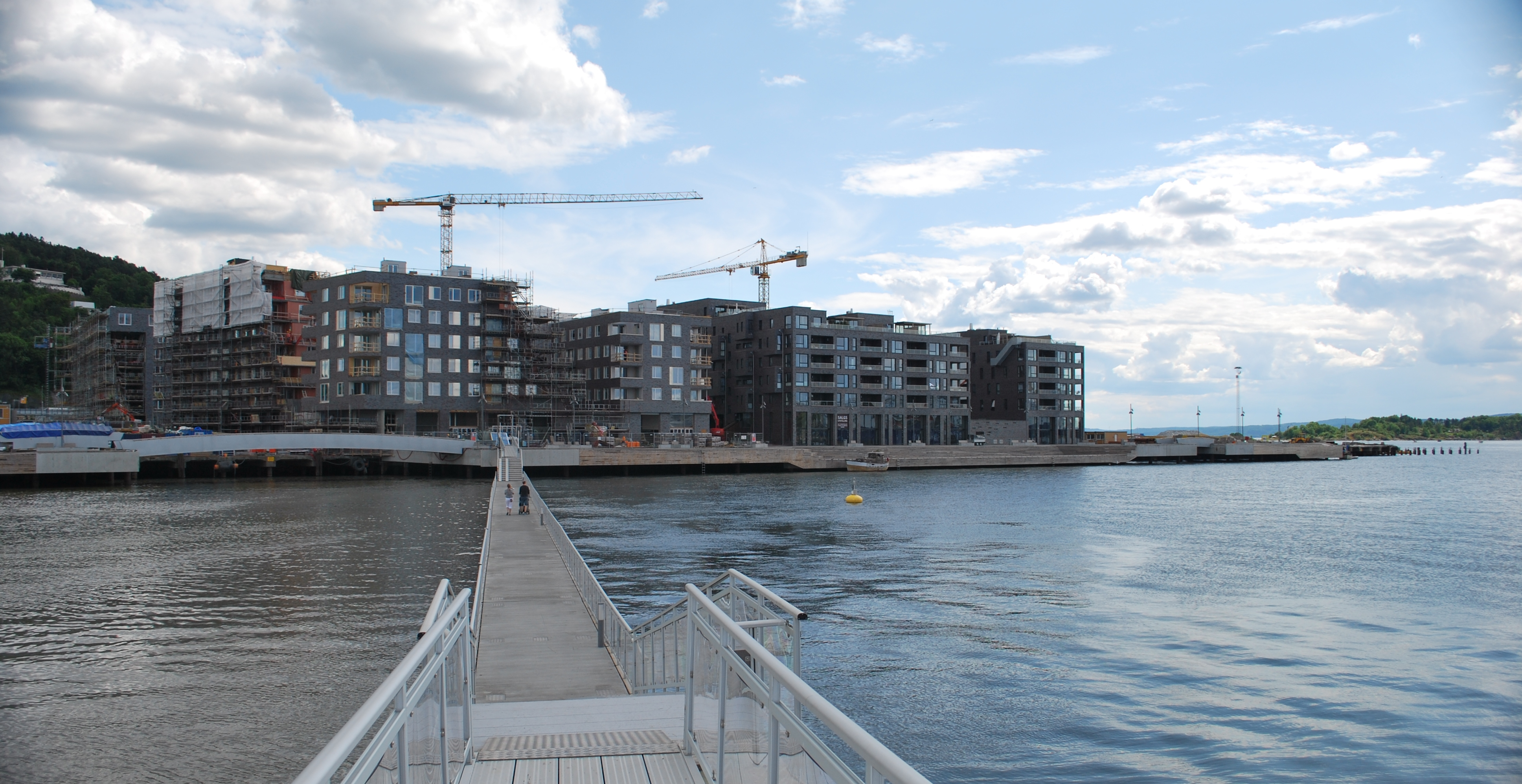
Blick von Bjørvika auf Sørenga, 2012

Sørenga ist ein Wohnviertel im Stadtteil Gamle Oslo in der norwegischen Hauptstadt Oslo. Das frühere Hafen- und Industriegebiet wurde ab 2009 zu einem Wohngebiet umgebaut. Im Mittelalter lag im heutigen Sørenga eine Zeit lang der Verwaltungssitz des Landes.

## Lage
Sørenga liegt im Osten der Buchten Bjørvika und Bispevika. Das Gebiet erstreckt sich als Halbinsel Richtung Südwesten in den Oslofjord hinein. Zentral über die frühere Kaianlage führt heute die Straße Sørengkaia. Aus dem Nordwesten führt eine Fußgängerbrücke aus dem Viertel Bjørvika über die Bispevika nach Sørenga. Unter Sørenga führt im Verlauf der Europastraße 18 (E18) der Bjørvikatunnel hindurch.

## Geschichte
Den Nordosten der heutigen Halbinsel bildete im Mittelalter die Halbinsel Øra, während der südwestliche Teil zu dieser Zeit noch unter dem Meeresspiegel lag. Bei Ausgrabungen in Sørenga kamen archäologische Funde zum Vorschein, die für Oslo als zentrale Funde aus dem Mittelalter gelten. Auf Øra lag die königliche Residenz Kongsgården sowie die Kirche Mariakirken. Zeitweise fungierte Øra als Verwaltungssitz des Landes. Im Jahr 1161 fiel König Inge im Kampf gegen das Heer von Håkon Herdebrei auf der damals mit Eis bedeckten Bucht Bjørvika. Nachdem die Halbinsel zunächst zum Königshaus gehört hatte, wurde sie im 18. Jahrhundert vom Oslo Ladegård aufgekauft. Im Jahr 1823 ging sie an Thor Olsen über und 1860 an die staatliche Bahngesellschaft Norges Statsbaner.
Von 1906 bis 1916 wurde die Kaianlage Sørengkaia erbaut. Im Jahr 1914 wurde dort eine größere Krananlage errichtet. Vor dem Zweiten Weltkrieg befand sich in Sørenga ein Öllager des Unternehmens Norsk Vacuum Oil. Dieses wurde während des Krieges von den deutschen Besatzern übernommen. Das Öllager wurde am 12. Oktober 1944 in einer Sabotageaktion der Widerstandsgruppe Oslogjengen zerstört, wobei sich 200 der insgesamt gelagerten 800 Tonnen Öl entzündeten. In den Jahren 1961 bis 1971 wurde der Sørengutstikkeren gebaut, eine Kaianlage, die den bestehenden Kai verlängerte. Der Großteil der dabei entstandenen Fläche wurde für die Lagerung leerer Container genutzt.
Von 2009 bis 2019 wurde Sørenga zu einem Wohngebiet umgebaut. Es entstanden rund 750 Wohnungen in dichter Blockbebauung. Im Jahr 2015 wurde das Seebad Sørenga sjøbad eröffnet. Zum Seebad gehört ein 50 Meter langes Becken, das mit gesäubertem Meerwasser gefüllt wird. Die Umbaumaßnahmen in Sørenga geschahen im Rahmen des Projekts Fjordbyen, im Zuge dessen der weitgehende Umbau der an den Oslofjord angrenzenden Stadtfläche beschlossen wurde.

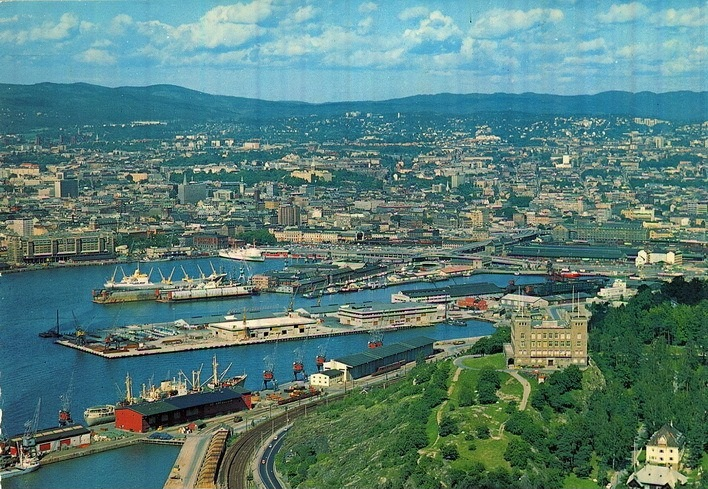
Kaianlage Sørenga, Datum unbekannt
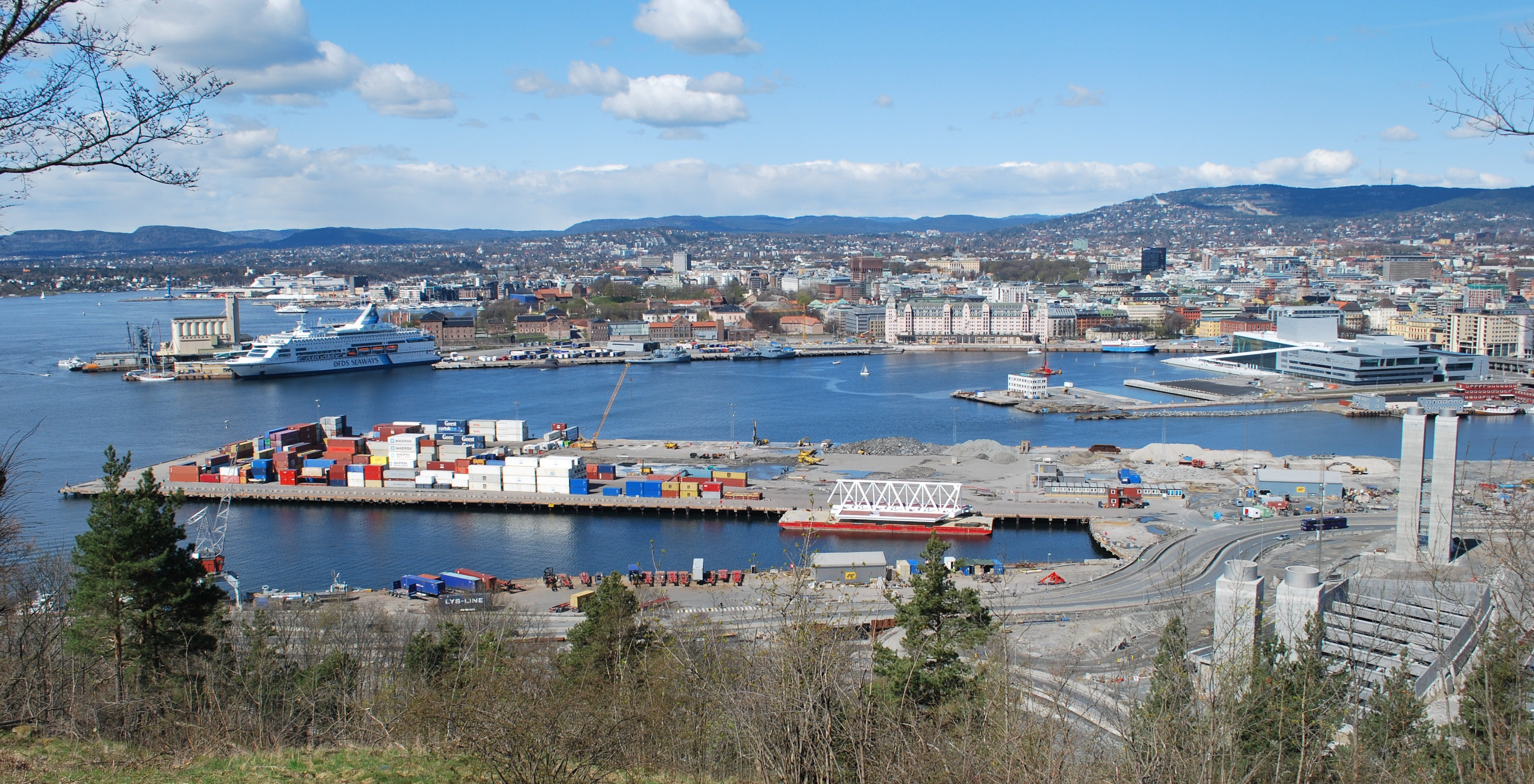
Sørenga vor dem Umbau, 2010
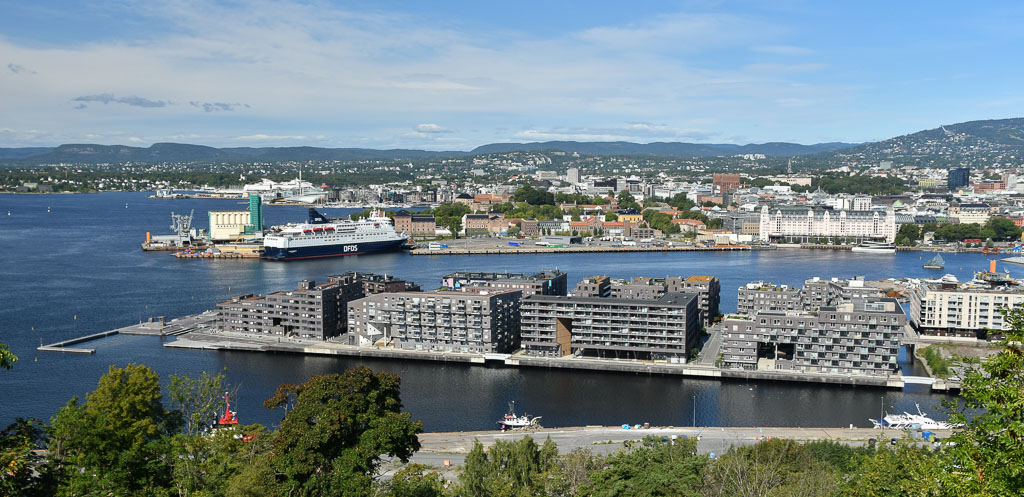
Wohngebiet Sørenga, 2024